# Fähre Pfaueninsel
Die Fähre Pfaueninsel ist eine Fährverbindung zwischen der Pfaueninsel und dem Nikolskoer Weg über den südlich an der Insel vorbeiführenden Flussarm der Havel in Berlin. Die Fähre wird von der Stiftung Preußische Schlösser und Gärten betrieben und ist tagsüber im Einsatz. Die Zufahrt über die Fähre mit PKW bzw. kleinen Arbeitsfahrzeugen ist nur den wenigen Bewohnern und Mitarbeitern der Stiftung gestattet.

## Geschichte
Die Nutzung der Pfaueninsel reicht weit in die Geschichte zurück und sie war lange Zeit nur mit einfachen Flößen und Booten erreichbar. Erst ab dem Jahr 1811 gab es eine erste Fährverbindung für den Transport von größeren Lasten vom Festland zur Pfaueninsel. Um 1821 wurde eine öffentliche Fähre eingerichtet, da die Insel von Dienstag bis Donnerstag für Besucher aus dem Umland zugänglich gemacht wurde. Zudem verkehrte ein Ausflugsdampfer von Potsdam zur Pfaueninsel. Das 1905 in Dienst gestellte Holzboot, welches als Fährboot diente, sank 1945 schwer beschädigt. Erst 1948 wurde es gehoben und im Jahr 1950 konnte der regelmäßige Fährbetrieb wieder aufgenommen werden. Im Jahr 1956 wurde zwischen dem Nikolskoer Weg im Berliner Ortsteil Wannsee und der Pfaueninsel eine Seilfähre für maximal zwei Kraftfahrzeuge und 60 Personen eingerichtet. Eine neue, frei fahrende  Wagenfähre mit Motorantrieb nahm 1968 den Betrieb auf. Zwischen dem Festland und der Insel verkehrt bei Bedarf die kleine Personenfähre Louise, ebenfalls von 1968. Sie kann 25 Personen befördern. Seit 2011 verkehrt ein neues Fährfahrzeug, das als Wagenfähre Personen und PKW transportieren kann. Die alte zwanzig Tonnen schwere Wagenfähre von 1968, die ein Auto und 150 Personen transportieren kann, liegt als Reserve einsatzfähig auf der Inselseite.

Fähre Pfaueninsel
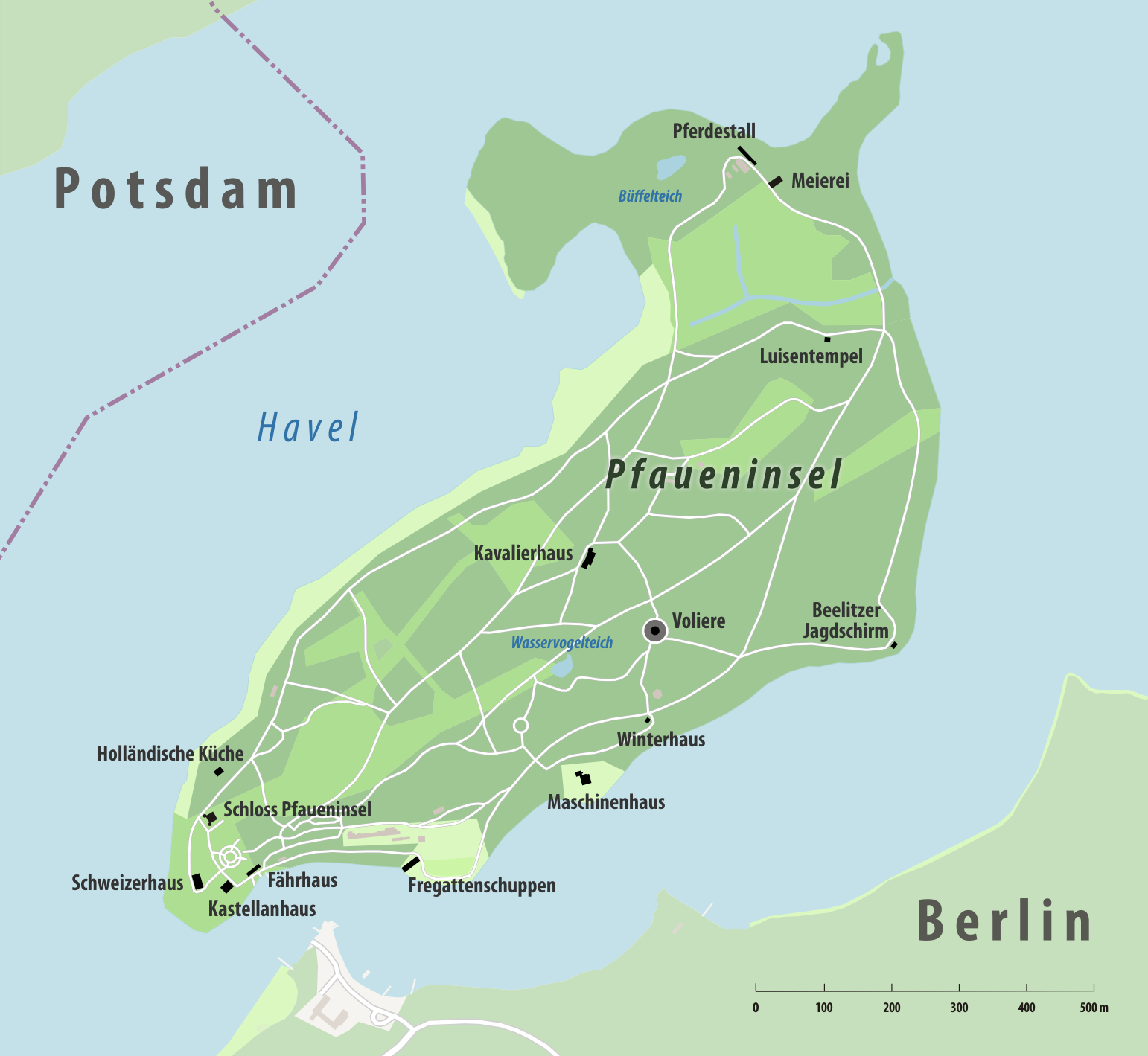
Übersichtskarte
Fährfahrzeug Louise von 2011
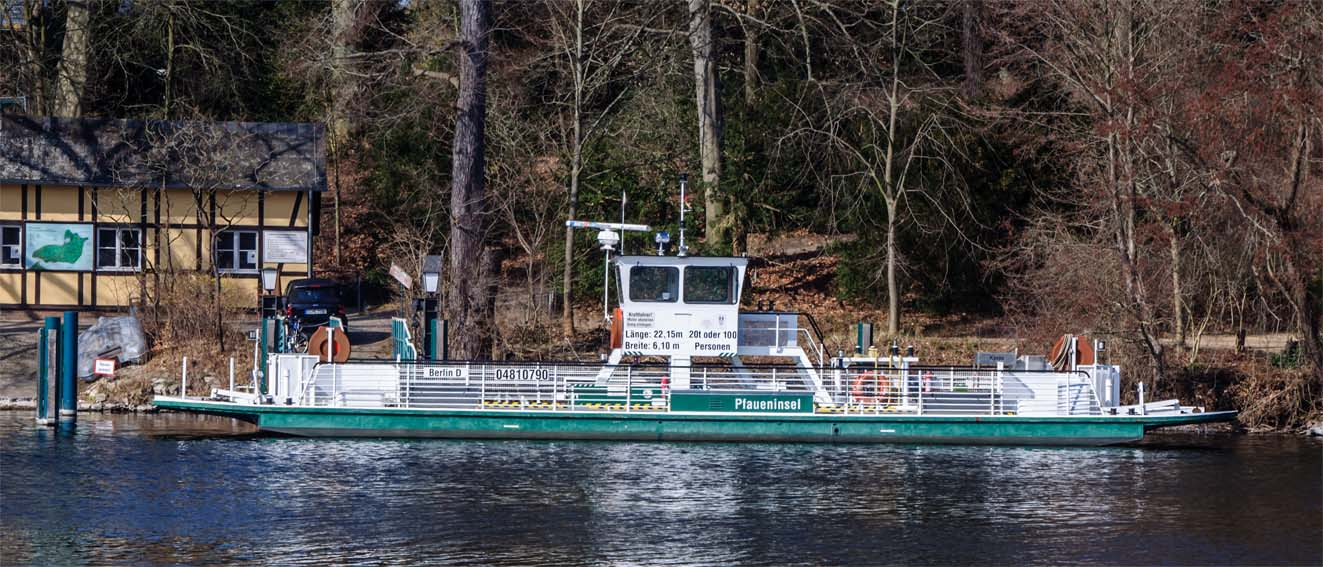
Fährfahrzeug von 1968